# Laura Marino
Pour les articles homonymes, voir Marino.
Laura Marino, née le 2 juillet 1993 à Lyon, est une plongeuse française spécialiste du 10 mètres. Elle mesure 1,68 m. Championne de France en titre et finaliste des championnats du monde de natation 2015 à Kazan, elle est qualifiée pour les Jeux olympiques d'été de 2016.
À la fin de la saison 2015, Laura est la 5e plongeuse mondiale au classement FINA.
Licenciée au Lyon Plongeon Club, elle s'entraîne au « Pôle France » de l'INSEP en région parisienne aux côtés de Matthieu Rosset et Benjamin Auffret notamment.

## Carrière
Elle débute très jeune par la gymnastique acrobatique puis trouve en 2008 dans le plongeon la reconversion parfaite grâce à son entraîneur  de l’époque, Estelle Escoffier, elle-même ancienne internationale de plongeon.
Passée par le club de l'USOL de Vaugneray, c'est avec le Lyon Plongeon Club qu'elle monte dès ses débuts sur les podiums régionaux.
L'année suivante sa carrière prend une nouvelle dimension avec son entrée à l’INSEP à 16 ans à peine. Son entraîneur Gilles Emptoz-Lacotte voit en elle un potentiel en haut vol (10 mètres) et la fait monter sur les plateformes. Cette même année Laura enchaîne une série de titres nationaux et surtout une médaille de bronze aux Championnats d'Europe juniors de natation 2010 en Finlande à la surprise générale, confirmée par une belle 9e place aux championnats du Monde junior aux États-Unis qui suivirent.
Sa première grande compétition internationale en sénior sont les championnats d'Europe 2012 qui se soldent par une 4e place en synchronisé avec Audrey Labeau et une 9e place en individuel.
Encore un peu trop jeune, elle rate malheureusement les Jeux olympiques de Londres en 2012.
L'année 2013 est pleine de promesses puisqu'elle devient championne de France, puis 6e aux championnats d'Europe en individuel et surtout finaliste et 12e aux championnats du Monde de Barcelone.
Échouant à la 4e place aux Championnats d'Europe de natation 2014 de Berlin ce ne sera que partie remise puisqu'elle terminera vice-championne d'Europe à Rostock en 2015 alors qu'elle était considérée comme une des favorites du concours.
En décrochant la médaille d'argent, et malgré la déception d'avoir raté l'or alors qu'elle était en tête tout le concours, Laura devenait la première française à remporter une médaille individuelle en plongeon depuis 55 ans.
Recordwoman de France avec 370,10 points réalisés au Grand Prix de Gatineau au Canada en 2015, elle est championne de France 2013, 2014 et 2015.
En 2015, elle décroche aux championnats du monde de natation 2015 de Kazan son ticket pour les Jeux olympiques d'été de 2016. Elle termine même 4e des demi-finales avant de devoir se contenter d'une 9e place en finale.
Les podiums par équipe lui échappent pour le moment sur les grands championnats puisqu'elle échoue pour quelques points avec Matthieu Rosset à la 4e place des championnats d'Europe de Rostock en 2015 puis à la même place aux championnats du monde de natation 2015 de Kazan, à quelques points encore d'un premier podium mondial pour la France.
En plongeon synchronisé avec Audrey Labeau, elle se classera une fois encore 4e à Eindhoven en 2012 et 7e avec Benjamin Auffret dans la nouvelle épreuve mixte aux championnats du monde de natation 2015 de Kazan en 2015. 
Laura Marino a financé une partie de sa préparation pour les Jeux olympiques de Rio 2016 grâce à une campagne de financement participatif lancée, en partenariat avec Powerade, sur la plateforme de Financement participatif sportif Sponsorise.Me.
Elle annonce mettre un terme à sa carrière le 17 avril 2019, évoquant un burnout.